# Tassilo I. Bavorský
Tassilo I. (kolem 560–610) byl bavorský vévoda z rodu Agilolfingů, vládnoucí mezi léty 591 až 610.
Vlády v bavorsku se ujal poté, co austrasijský král Childebert II. vpadl do Bavorska a odňal vládu vévodovi Garibaldu I., který byl Tassilův blízký příbuzný, pravděpodobně jeho otec. Podle Paula Diacona se vydal na válečnou výpravu proti Slovanům do východního Tyrolska a Kraňska, odkud se vrátil s velkou válečnou kořistí. Toto vítězství se ukázalo jako krátkodobé, protože během druhé válečné výpravy přišlo o život na 2 000 Bavorů, kteří byli v roce 595 zabiti, když vtrhli do zemí Slovanů, aby pomohli kaganovi, náčelníkovi Avarů.